# Вратцата
Вратцата е пролом (ждрело) на река Лева (десен приток на река Ботуня, от басейна на Огоста) в североизточната част на Врачанска планина (част от Западна Стара планина), в община Враца.
Ждрелото на реката започва североизточно от село Згориград на 465 m н.в., насочва се на североизток и след около 3 km завършва в югозападната част на град Враца на 393 m н.в. По този начин средната му надморска височина е около 428 m. Вдълбано е в аптско-ургонските варовици на северното бедро на Згориградската антиклинала. Проломът е особено красив със своите внушителни отвесни скали. Обявен е за природна забележителност през 1964 година с площ от 2 хектара и е част от Природен парк „Врачански Балкан“.
В най-тясната си част проломът е широк 30 метра.
Ждрелото е символ на град Враца и е дало името му. В Средновековието е наричан Вратица и в него са запазени останки от средновековната крепост Вратица (X – XII век).
На около 18 km югозападно от него се намира хижа Пършевица, а на 12,6 km северозападно – пещерата Леденика и едноименният туристически комплекс.
Отвесните скали на Вратцата са най-високите на Балканския полуостров (над 400 метра) и са най-популярният алпийски обект в България. Делят се на Централна стена, Източен и Згориградски масив.
По тях са трасирани над 140 алпийски маршрута с различна категория на трудност, някои от които са емблематични за българския алпинизъм – „Огледалата“, „Втори конгрес“, „Винкела“, „Кучешки зъб“ и др. Спецификата на скалния релеф и изискванията за безопасност са наложили в последните години преекипирането на туровете със съвременни клинове.
Катерачните маршрути в района надхвърлят 400 m.
През ждрелото преминава началният участък от 3,8 km от третокласния Републикански път III-1002 от Враца за пещерата Леденика.

## Топографска карта
- Лист от карта K-35-85. Мащаб: 1 : 100 000.